# Franz Grubhofer
Franz Grubhofer (* 6. Februar 1914 in Dornbirn; † 11. November 1970 ebenda) war ein österreichischer Politiker (ÖVP). Von 1945 bis 1962 vertrat Grubhofer die ÖVP im österreichischen Nationalrat, 1956 bis 1961 war er Staatssekretär im Bundesministerium für Inneres.

## Leben und Wirken
Franz Grubhofer wurde am 6. Februar 1914 in der Stadt Dornbirn in Vorarlberg geboren, wo er aufwuchs und die Volksschule absolvierte. Anschließend besuchte er drei Jahre lang die Bundesrealschule Dornbirn, wo er während seiner Schulzeit Mitglied der Katholischen Mittelschülerverbindung „Siegberg Dornbirn“ war. 1928 begann er seine erste berufliche Anstellung als Hilfsarbeiter und Praktikant bei einem Dornbirner Textilunternehmen. Im Jahr 1934 eröffnete er ein eigenes Kleingewerbegeschäft, für das ihm die Lizenz jedoch 1938 entzogen wurde. Daraufhin arbeitete er als Angestellter beim Landwirtschaftsamt Vorarlberg.
Nach dem Zweiten Weltkrieg und der Befreiung Österreichs von den Nationalsozialisten wurde Grubhofer als Mandatar der ÖVP zum Abgeordneten des Nationalrats gewählt. Vom 19. Dezember 1945 bis zum 14. Dezember 1962 gehörte er damit der parlamentarischen Volkskammer an. Während dieser Zeit wurde er auch stellvertretender Landesparteiobmann und Organisationsreferent der ÖVP Vorarlberg und am 29. Juni 1956 zum Staatssekretär im Innenministerium ins Bundesregierungskabinett von Julius Raab berufen. Staatssekretär blieb er bis zum 11. April 1961. Nach seiner Rückkehr nach Vorarlberg wurde Grubhofer Vorsitzender der Vorarlberger gemeinnützigen Wohnungsbau- und Siedlungsgesellschaft.

## Auszeichnungen
- 1955: Großes Silbernes Ehrenzeichen für Verdienste um die Republik Österreich[2]
- 1960: Großes Silbernes Ehrenzeichen am Bande für Verdienste um die Republik Österreich[3]
- 1960: Bayerischer Verdienstorden